# Themselves
Themselves ist ein Musik-Projekt der US-amerikanischen Musiker Doseone (Adam Drucker) und Jel (Jeff Logan). Die Crew, teilweise ergänzt vom Rapper Dax Pierson am Keyboard, widmet sich dem experimentellen Hip-Hop, mit Einflüssen aus Noise, Psychedelic und Ambient. Gegründet wurde Themselves vom Vocalisten Doseone und dem Produzenten Jel, der überwiegend für die Instrumentals verantwortlich ist, im Jahre 1998. Im selben Jahr erschien die erste Veröffentlichung der Gruppe auf dem ersten Anticon-Sampler Music for the Advancement of Hip Hop, damals noch unter dem Namen Them.
Die Gruppe veröffentlicht auch unter dem Namen Them. Doseone und Jel sind Mitglieder einer Reihe anderer Bands, zum Beispiel cLOUDDEAD, Subtle und 13&God.

## Diskografie

### Alben
- 2000: Them
- 2002: The No Music
- 2009: CrownsDown

### Remix-Alben
- 2003: The No Music Of Aiff's...The No Music. Remixed
- 2010: CrownsDown & Company

### Live-Alben
- 2003: Live
- 2005: Live II

### Mixtapes
- 2009: theFREEhoudini

### Singles
- 1999: Joyful Toy of 1001 Faces
- 2002: This About the City Too...

### Kollaborationen
- 2005: 13&God mit The Notwist unter dem Bandnamen 13&God
- 2011: Own Your Ghost mit The Notwist unter dem Bandnamen 13&God